# Правокубанский
Правокуба́нский — посёлок городского типа в Карачаевском районе Карачаево-Черкесии (Россия). 
Образует муниципальное образование Правокубанское городское поселение как единственный населённый пункт в его составе.

## География

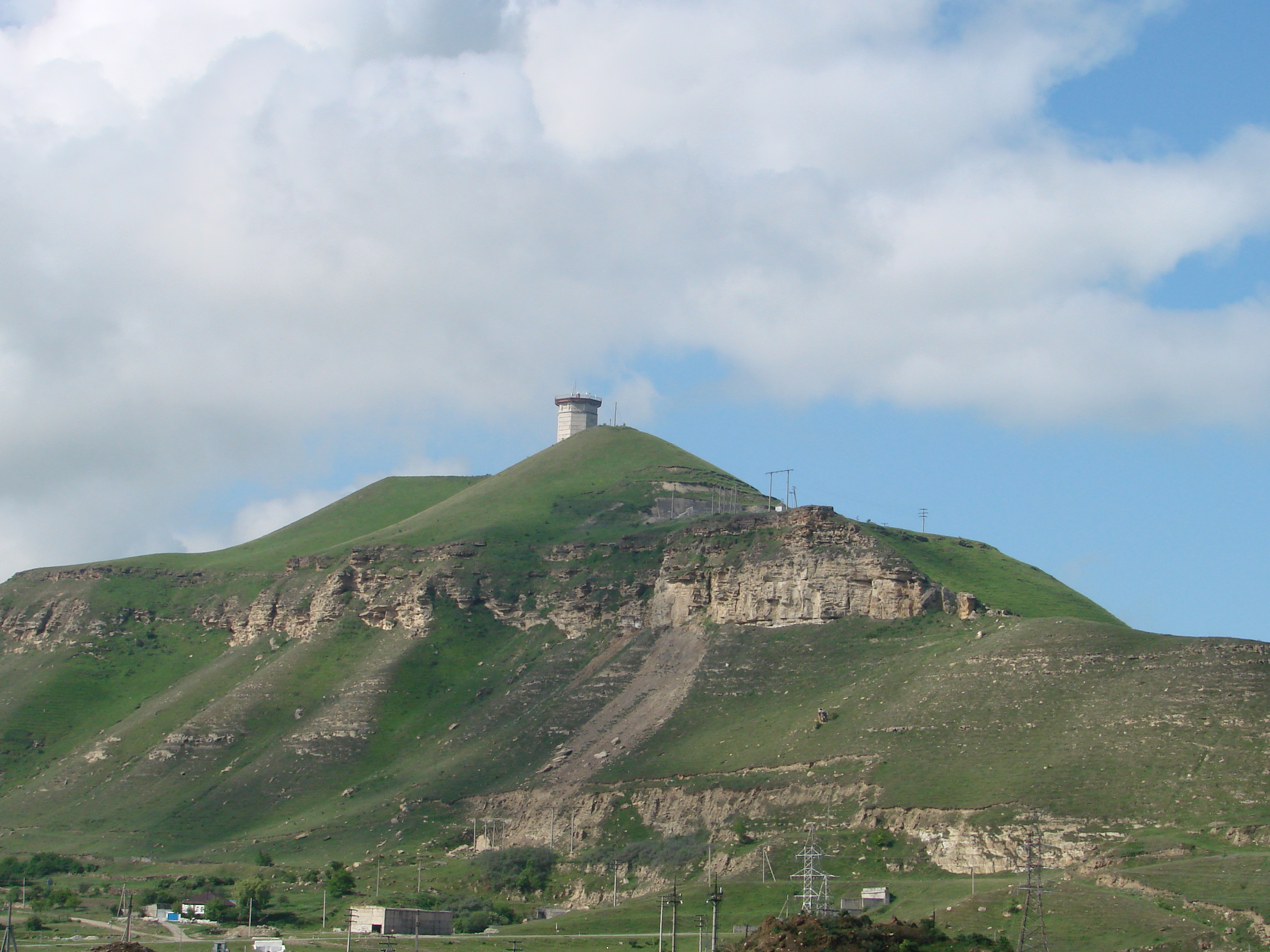
Вершина на левом берегу Кубани, господствующая над аулом Кумыш и сооружениями Зеленчукской ГЭС-ГАЭС

Посёлок Правокубанский расположен на обширной приподнятой террасе правого берега Кубани, в 34 км от Черкесска, административного центра республики, и в 17 км от Карачаевска, административного центра Карачаевского района, расстояние до ближайшей железнодорожной станции Джегута в городе Усть-Джегута составляет 24 км (расстояния по дороге). Центральная часть посёлка — южная, севернее неё расположены садовые участки.
Восточной границей посёлка служит трасса Военно-Сухумской дороги, которая отделяет Правокубанский от расположенного с другой стороны от шоссе аула Сары-Тюз, занимающего южную и юго-восточную треть вышеупомянутой речной террасы, тогда как посёлок занимает её западную и центральную треть. С востока данный участок долины ограничен Скалистым хребтом. Северная треть террасы, с несколькими небольшими курганами, освоена слабо. Севернее Правокубанского и всей описанной выше правобережной террасы, на низменном левом и частично на узком участке правого берега, расположена станица Красногорская.
Левый берег Кубани напротив посёлка высок и обрывист, разрезан несколькими балками. Напротив южной (центральной) части посёлка это балка Моховая, ещё южнее находится устье крупной балки Андрикота. Выше неё по течению реки левый берег образует очередную террасу, на которой расположился аул Кумыш. На северной окраине аула и в устье балки Андрикота, рядом с мостом на Военно-Сухумской дороге между аулами Кумыш и Сары-Тюз, находятся сооружения Зеленчукской ГЭС-ГАЭС (само здание электростанции и другие постройки, а также её нижний бьеф). При этом на правом берегу Кубани, к югу от Правокубанского, имеется зажатый между берегом реки, южной окраиной посёлка и Военно-Сухумской дорогой с находящимся восточнее неё аулом Сары-Тюз нижний бассейн ГЭС с водоприёмником, площадью более 14 га и объёмом около 0,9 млн. м3. Вода к ГЭС поступает из бассейна суточного регулирования, расположенного выше здания электростанции над уровнем моря, на вершине нагорья, господствующего над аулом Кумыш и всем левым берегом.

## История
Возникновение посёлка связано с созданием каскада Зеленчукских ГЭС — комплекса гидротехнических сооружений по переброске вод таких горных рек как Большой Зеленчук, Маруха и Аксаут в Кубань, ныне этот комплекс сооружений объединён под названием Зеленчукской ГЭС-ГАЭС. Первое строительство на площадке Сары-Тюзской промбазы началось в 1974 году, а с конца 1975 года на месте нынешнего посёлка стало появляться временное жильё для рабочих (вагончики, сборные дома и т.д.). В конце 1979 года были сданы в эксплуатацию 2 подъезда первого многоэтажного 110-квартирного дома. В начале 1980-х годов было построено общежитие на 1000 мест, в 1983 году сдан детский сад на 280 мест. В тот же период в общежитии открылась школа, в 1985 году переехавшая в новое трёхэтажное здание почти на 1200 мест.
В мае 1984 года поселение гидростроителей обрело статус посёлка городского типа и получило название Правокубанский, этот же год официально считается годом основания населённого пункта. К этому моменту в посёлке было уже 4 многоквартирных дома, блок общежитий, кроме детсада и начальной школы — также фельдшерско-акушерский пункт, пункт бытового обслуживания, 2 магазина, киоск «Союзпечать». Впоследствии появились детская музыкальная школа (1985 год), библиотека, участковая больница с поликлиникой.

## Население
| 1989  | 2002  | 2010  | 2012  | 2013  | 2014  | 2015  |
| ----- | ----- | ----- | ----- | ----- | ----- | ----- |
| 3627  | ↘2958 | ↗3187 | ↘3163 | ↘3144 | ↗3156 | ↗3167 |
| 2016  | 2017  | 2018  | 2019  | 2020  | 2021  | 2023  |
| ↗3233 | ↗3291 | ↗3326 | ↘3308 | ↘3299 | ↗3300 | ↗3309 |
| 2024  | 2025  |       |       |       |       |       |
| ↘3308 | ↗3330 |       |       |       |       |       |

Национальный состав

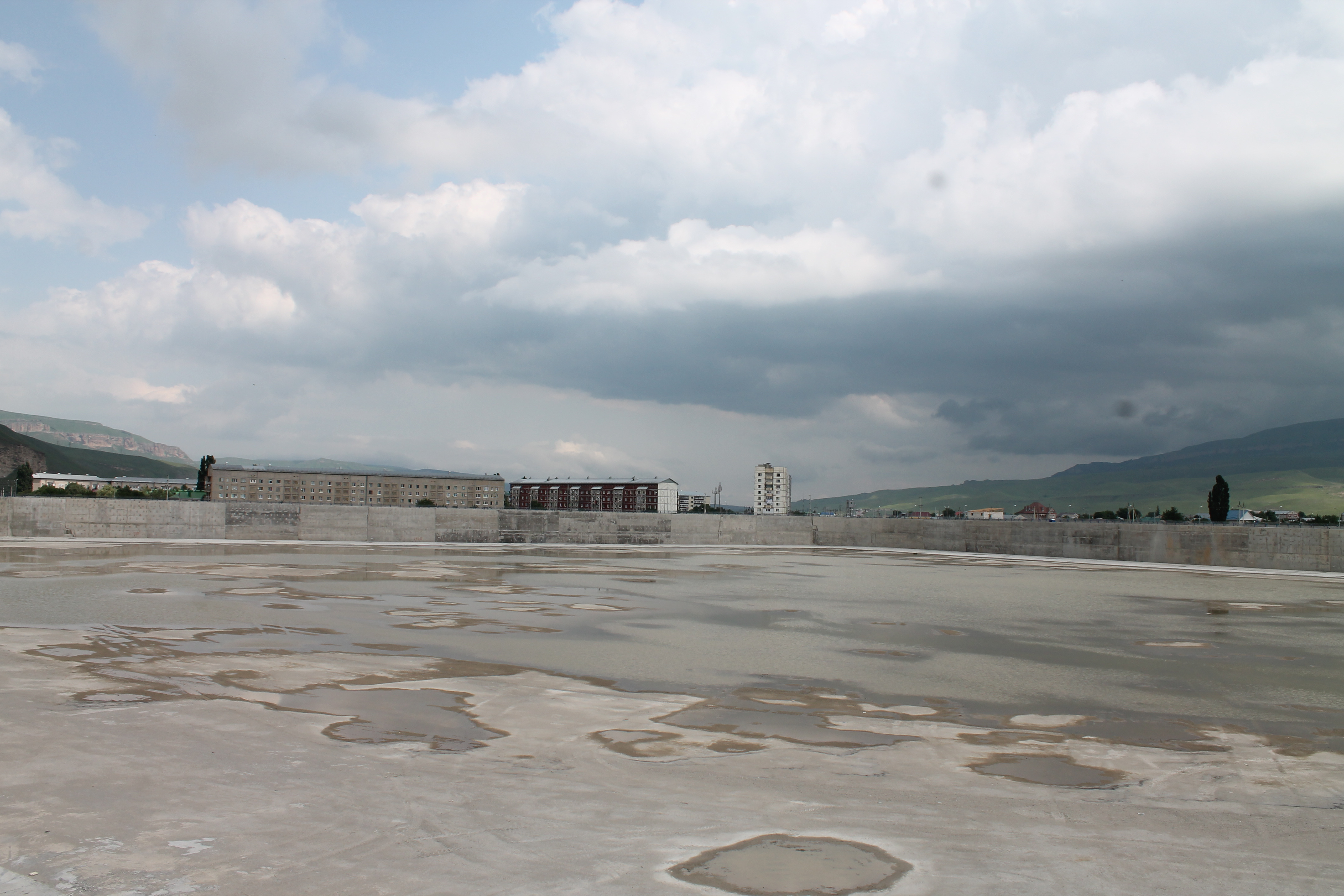
Вид на дома посёлка Правокубанский от осушённого нижнего бассейна Зеленчукской ГЭС-ГАЭС

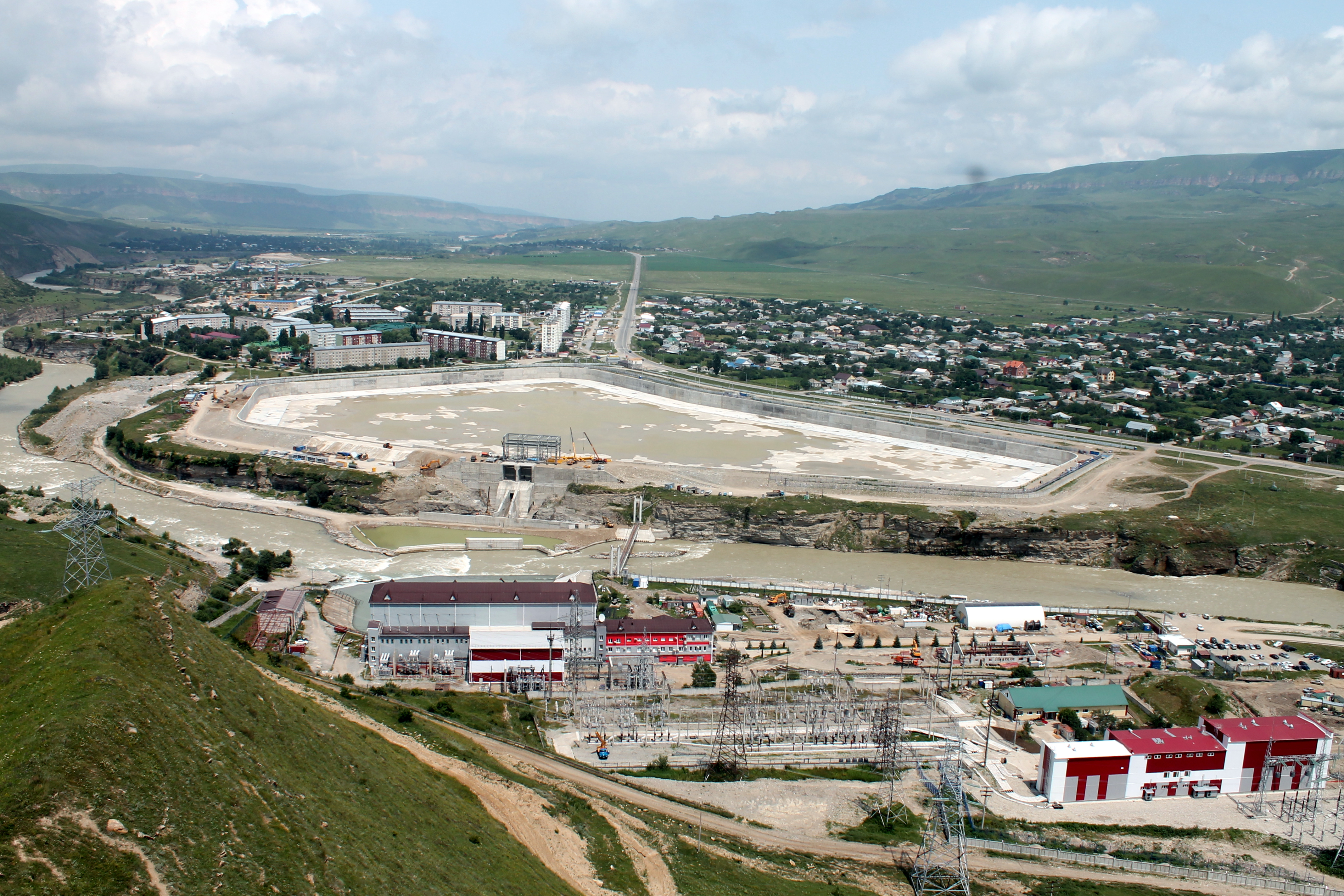
Сооружения Зеленчукской ГЭС-ГАЭС на левом берегу Кубани, нижний бассейн станции, посёлок Правокубанский и аул Сары-Тюз — на правом

По данным Всероссийской переписи населения 2002 года:
- карачаевцы — 2 035 чел. (68,8 %),
- русские — 696 чел. (23,5 %),
- черкесы — 41 чел. (1,4 %),
- украинцы — 31 чел. (1 %),
- осетины — 27 чел. (0,9 %),
- другие национальности — 128 чел. (4,3 %).

По данным Всероссийской переписи населения 2010 года:
- карачаевцы — 2 365 чел. (74,21 %),
- русские — 640 чел. (20,08 %),
- черкесы — 42 чел. (1,32 %),
- осетины — 23 чел. (0,72 %),
- национальность не указана — 20 чел. (0,63 %),
- другие национальности — 97 чел. (3,04 %).

## Инфраструктура
- Участковая больница
- Средняя общеобразовательная школа
- Прогимназия
- Детский сад «Огонёк»
- Дом культуры
- Библиотека
- Отделение почтовой связи
- Предприятия коммунального комплекса (водоснабжение, теплоснабжение и т.д.)[26]